# Quedius humeralis
Quedius humeralis es una especie de escarabajo del género Quedius, familia Staphylinidae. Fue descrita científicamente por Stephens en 1832.
Habita en Dinamarca, Reino Unido, Francia, Austria, Italia, Países Bajos, Ucrania, Luxemburgo, Rusia y Uzbekistán.